# Vuk s Wall Streeta (2013.)
Vuk s Wall Streeta je američka crna komedija iz 2013. godine. Režirao ju je Martin Scorsese, prema istoimenim memoarima Jordana Belforta. Film je izašao 25. prosinca, 2013. Scenarij je napisao Terence Winter i u glavnoj ulozi je Leonardo DiCaprio koji glumi Jordana Belforta, New Yorškog brokera koji vodi firmu koja se bavi prijevarama vrijednosnih papira i korupcije na Wall Streetu 90-ih godina prošloga stoljeća. 
U filmu također glume Jonah Hill, Margot Robbie, Matthew McConaughey, Kyle Chandler, Rob Reiner, Jon Favreau i Jean Dujardin. 
To je peta suradnja DiCaprija i Scorseseija i druga između Scorsesija i Wintera.
Film je imao pozitivne kritike, ali je i kontroverzalan zbog seksualnosti, drogiranja, vulgarnosti i koristi protiv životinja. Film je ostvario zaradu preko 314 milijuna američkih dolara i bio je nominiran za 5 Oscara.

## Radnja
Jordan Belfort (Leonardo DiCaprio) pripovjeda svoj monstruozni uspjeh sa svojom tvrtkom, raskošan dom na Gold Coastu, Long Islanu te i o svojoj supruzi bivšem modelu. Tada se vrati u 1987, gdje je počeo raditi na niskoj razini u tvrtci na Wall Streetu. Njegov šef (Matthew McConaughey) mu savjetuje da svoj životni stil promijeni u usputni seks i kokain. Međutim, ubrzo nakon što on polazi svoj ispit da postane burzovni mešetar, izgubi posao na račun tvrtke kao rezultata crnog ponedjeljka. 
Sada nezaposlen u gospodarstvu, Jordana supruga Teresa (Christin Miloti) potiče da ostvari svoje snove i postane bogat tako da se javi na posao. Belfort impresionira svog novog šefa s njegovim posebnim stilom zarađivajući malo bogastvo. Jordan se sprijatelji s Donniem Azzofom (Jonah Hill), prodavač koji živi u istom financijskom neredu. Tako oni dvoje odluče ući zajedno u posao. Da bi to oživjelo Jordan zaposli par prijatelja. Osnova metoda tvrtke Stratton Oakmont je prijevara. Članak u magazinu Forbes nazove Jordana Vukom s Wall Streeta tako on inspirira mnogo mladih osoba koje prate i žele se zaposliti u njegovoj tvrtci. 
Životni stil zabave, seksa, droge se ostvaruje. Jordan redovito koristi prostitutke i postane ovisnik o kokainu i quaaludesima. Agent FBI-a Patrick Denham (Kyle Chandler) započinje istragu u Jordanovoj tvrtci. Kad Jordan upozna Naomi Lapagliu (Margot Robbie) na jednom od njegovih tuluma, započinje aferu s njom i rastane se s Teresom. Jordan se ženi Naomi koja postaje njegova druga žena i daje joj jahtu s njenim imenom i uskoro oni dobiju kćer Skylar. U međuvremenu, FBI radi na istrazi na tvrtci Stratton Oakmont. 
Kasnije se dogodi Jordanov pad, zabranjuju mu napuštanje kuće. Kasnije mu nude da bude ozvučen kako bi uhapsili ostale, neke je izdao ali Donni-a ne. Naomi od njega želi razvod, te on odlazi u zatvor na 3 godine. 

## Uloge
- Leonardo DiCaprio kao Jordan Belfort
- Jonah Hill kao Donnie Azoff (Danny Porush)
- Margot Robbie kao Naomi Lapaglia
- Matthew McConaughey kao Mark Hanna
- Kyle Chandler kao Patrick Denham
- Rob Reiner kao Max Belfort
- Jon Bernthal kao Brad Bodnick
- Jon Favreau kao Manny Riskin
- Jean Dujardin kao Jean-Jacques Saurel
- Joanna Lumley kao tetka Emma
- Christin Miloti kao Teresa Petrillo
- Christine Ebersole kao Leah Belfort
- Shea Whigham kao Ted Beecham
- Katarina Čas kao Chantalle Bodnick
- P. J. Byrne kao Nicky "Rugrat" Koskoff
- Kenneth Choi kao Chester Ming
- Brian Sacca kao Robbie "Pinhead" Feinberg
- Henry Zebrowski kao Alden "Sea Otter" Kupferberg
- Ethan Suplee kao Toby Welch
- Barry Rothbart kao Peter Diblasio
- Jake Hoffman kao Steve Madden
- Mackenzie Meehan as Hildy Azoff
- Spike Jonze kao Dwayne
- Bo Dietl kao on
- Jon Spinogatti kao Nicholas
- Aya Cash kao Janet
- Rizwan Manji kao Kalil
- Stephanie Kurtzuba kao Kimmie Belzer
- J. C. MacKenzie kao Lucas Solomon
- Ashlie Atkinson kao Rochelle Applebaum
- Stephen Kunken kao Jerry Fogel
- Edward Hermann kao Stratton Oakmont komercijalni pripovjedač
- Jordan Belfort kao Auckland Straight Line domaćin
- Ted Griffin kao Agent Hughes
- Fran Lebowitz kao sudac Samantha Stogel
- Robert Clohessy kao Nolan Drager
- Natasha Newman Thomas kao Danielle Harrison
- Welker White kao konobarica
- Aaron Lazar kao Blair Hollingsworth
- Steve Witting kao SEC pravnik
- Donnie Keshawarz as Stratton Oakmont Broker
- Chris Riggi kao Party Broker
- Sharon Jones kao pjevačica na vjenčanju
- Zineb Oukach kao Naomina sluškinja
- Ashley Springer kao prijavalac posla
- Peter Youngblood Hills kao dio publike

## Proizvodnja

### Razvoj
Leonardo DiCaprio je dobio ulogu Jordana Belforta 2007. godine, a natjecao se protiv Brada Pitta. Martin Scorsese je odlučio da će režirati film. Tijekom pre-proizvodnje Scorsese je radio na scenariju za film Otok Shutter. On je objasnio kako je potrošio pet mjeseci čekajući da Warner Bros odgovori na potvrdu za snimanje filma. Jordan Belfort dobio je 1 milijun USD tijekom proizvodnje filma.
2010. godine ponudio je Ridleyu Scottu da režira film u kojem će Leonardo DiCaprio imati glavnu ulogu. Kakogod, Warner Bros je odmah odbacio projekt.
2012. godine pokazalo se zeleno svijetlo od nezavisne tvrtke Red Granite Pictures. Scorsese znajući da nije bilo sadržaja, snimanje je bilo procijeneno na Rated R. Red Granite Pictures pitali su da Paramount Pictures distribuiraju. Pristali su, ali samo u području Sjeverne Amerike i Japana.
Imena pravih likova iz filma su promijenjena, barem nekako kao što je lik Jonaha Hilla Donnie Azoff koji se zapravo zvao Danny Porush. Pravi Danny Porush je rekao da će tužiti redatelja i ostale ako budu koristili njegovo ime. FBI agent Patrick Denham se zapravo zvao Gregory Coleman i odvjetnik Ira Lee Sorkin promijenjen je u Manny Riskin. Također ime Naomi Lapaglia je zapravo promijenjeno iz imena Nadine Caridi, to je bila druga žena Jordana Belforta.
U sječnju 2014. Jonah Hill je rekao da je dobio samo 60.000 USD za film dok je njegov kolega i producent Leonardo DiCaprio dobio 10.000.000 USD. Jonah je toliko želio raditi sa Scorsesiom da je pristao na sve.

### Snimanje
Snjimanje je počelo 8. kolovoza 2012. u New Yorku. Jonahov prvi dan snimanja bio je 4. rujna 2012. Snimanje je također bilo i u Closteru, New Jersey, u Harrisonu, New Yorku te u Ardsleyu, New Yorku i Sands Pointu, New Yorku.
Vuk s Wall Streeta originalno se trebao snimati u 2D-u što je Scorsese želio, ali se drugima nije dopalo.

### Objavljivanje
Vuk s Wall Streeta izašao je 25. prosinca 2013. godine iako je trebao izaći 15. studenoga 2013. 22. listopada 2013. izjavljeno je da će film izaći na Božić 2013. s trajanjem od 165 minuta. 25. studenoga 2013. bilo je rečeno da će film trajati 179 minuta. Službeno je ocijenjeno R zbog jakog seksualnog sadržaja, grafičke golotinje, uporabe droga, lošeg jezika i zbog nekog nasilja. Film je zabranjen u Maleziji, Nepalu i Keniji i neki dijelovi filma su izbrisani u Indiji. Vuk s Wall Street je prvi film distribuiran cijeli digitalno.

#### Tržište
Prvi trailer filma izašao je 16. lipnja 2013. s pjesmom Kanyea Westa "Black Skinhead".